# أوسمار دونيزيتي كانديدو
أوسمار دونيزيتي كانديدو (بالبرتغالية: Osmar Donizete Cândido‏) (مواليد 24 أكتوبر 1968) هو لاعب كرة قدم. يلعب مع منتخب البرازيل لكرة القدم منذ عام 1995.

## وصلات خارجية
- أوسمار دونيزيتي كانديدو على موقع الاتحاد الدولي (مؤرشف)  (الإنجليزية)
- أوسمار دونيزيتي كانديدو على موقع الاتحاد الأوربي (الإنجليزية)
- أوسمار دونيزيتي كانديدو على موقع رابطة كرة القدم اليابانية للمحترفين (اليابانية)
- أوسمار دونيزيتي كانديدو على موقع قاعدة بيانات كرة القدم.إي يو (الإنجليزية)
- أوسمار دونيزيتي كانديدو على موقع ناشيونال فوتبول تيمز (الإنجليزية)
- أوسمار دونيزيتي كانديدو على موقع Soccerway.com (الإنجليزية)
- أوسمار دونيزيتي كانديدو على موقع عالم كرة القدم.نت (الإنجليزية)
- National Football Teams